# 山西站
山西站（日语：／ Yamanishi eki */?）是位於日本愛媛縣松山市的鐵路車站及路面電車站，隸屬於伊予鐵道（伊予鐵），車站編號為IY05，附近全為住宅區，另外南方設有私立新田學院及新田青雲中學，因此有不少學生乘客及通勤族使用，是其中一個乘客量較多的車站。
另外，每年8月第一個星期日舉行的三津濱花火大會，除了鄰站三津站外，亦可使用本站前往較外圍的觀賞區。

## 車站結構

### 站房
現時車站為第2代車站，為1931年重置於此，1927年開站時，車站位於現站東南方約250米，為處於「Ｓ」型路軌的中間；1931年，高濱線進行電化及複線化工程，車站所座落的位置因對工程引來不少問題，因此將原來的路線拉直，並重設車站於拉直後向三津方向的軌道盡頭，並一直沿用至今。
現時車站採用與伊予立花站、北久米站及土居田站相同的設計，兩層高的小站舍建於月台末端，上層為職員專用部份，下層為站務室、儲物室及洗手間，採用開放式閘口，並設有IC咭感應器。入口則設置了折返式無障礙斜道及樓梯以供出入車站之用。

### 月台配置
設有島式月台1座，可提供1線2面的配置，有效長度為3輛。較特別是整個月台均設有上蓋，是久米站外另一個能擁有此規模的分站，且外，月台另一末端也可用作臨時車站入口，以樓梯連接，並設有舊式的金屬閘口站崗欄兩個，另外也設有平交道，但採用人手活動閘門，平時不使用時，臨時出入口閘口和平交道的圍欄會上鎖。令乘客不能由此處進入月台範圍。
與伊予立花站等一樣，皆採用舊路軌作為支撐月台上蓋的支架。
| 月台   | 路線    | 方向 | 目的地                            |
| ------ | ------- | ---- | --------------------------------- |
| 東北側 | ■高濱線 | 下行 | 松山市、直通■横河原線往横河原方向 |
| 西南側 | ■高濱線 | 上行 | 高濱方向                          |

## 歷史
- 1927年11月1日：開業。
- 1931年5月1日：因軌道改善工程，將原來座落在急彎上的車站拉直，車站位置向三津站遷移約250米[6][7]
- 2025年3月18日：伊予鐵內所有郊外鐵道線均可使用ICOCA及全國交通系IC卡[8][9][10]。

## 相鄰車站
伊予鐵道
■ 高濱線
三津（IY04）－山西（IY05）－西衣山（IY06）

## 外部連結
- 伊予鐵道山西站公式網頁。 （页面存档备份，存于）（日語）